# Hydropsyche sagittata
Hydropsyche sagittata är en nattsländeart som beskrevs av Martynov 1936. Hydropsyche sagittata ingår i släktet Hydropsyche och familjen ryssjenattsländor. Inga underarter finns listade i Catalogue of Life.